# Georges Audollent
Pour les articles homonymes, voir Audollent.
Georges Audollent, né le 18 mai 1867 à Paris et mort le 9 novembre 1944 à Blois, est un ecclésiastique français. Il a été évêque de Blois de 1925 à 1944.

## Biographie
Georges Marie Eugène Audollent est né à Paris le 18 mai 1867, fils de Félix Jean Audollent, employé au ministère des finances, et de son épouse, née Adèle Depontaillier. Il est le frère cadet du latiniste et archéologue Auguste Audollent (1864-1943), professeur à la faculté des lettres de Clermont-Ferrand et membre de l'Académie des inscriptions et belles-lettres. Un autre frère, Paul, est médecin. Sa sœur Marie épouse Marcel Husson, officier d'artillerie de marine.
Il se prépare à la prêtrise au séminaire de Saint-Sulpice de Paris et à Issy-les-Moulineaux. Il est ordonné prêtre le 20 septembre 1890 et exerce dans plusieurs paroisses parisiennes. En 1919, il devient supérieur de l'école Bossuet de Paris.
Le 15 mai 1925, il est nommé évêque de Blois. Il est sacré à Paris le 16 juillet 1925 par l'archevêque de Paris, le cardinal Dubois.
Le 29 septembre 1927, il est co-consécrateur de Pierre Petit de Julleville, nommé évêque de Dijon, plus tard archevêque de Rouen et cardinal.
Une partie de sa correspondance personnelle et familiale est conservée dans le fonds Georges Audollent aux Archives nationales. D'autres éléments de cette correspondance se trouvent dans le fonds Jean Guiraud des Archives nationales. Le manuscrit des Mémoires de Georges Audollent est déposé aux archives de l'archevêché de Paris.

## Œuvre littéraire
Georges Audollent a publié des ouvrages de catéchèse et des ouvrages sur l'histoire de l'Église catholique.
- Histoire sainte. Vie de N.-S. Jésus-Christ. Histoire de l'Église. Liturgie, Paris, Librairie de l'école, 1914, VII-286 p., fig.
- La création de l'archevêché de Paris, Paris, [1922].
- Le divin Maître, Paris, L'École, 1919, VII-242 p.
- Explication du Catéchisme à l'usage des diocèses de France : pour les classes de scolarité prolongée et les classes de 6e, 5e, 4e et 3e (en collab. avec le chanoine Eugène Duplessy), Paris, L'École, nombreuses éditions,.
- Manuel d'instruction religieuse, Paris, École et collège, plusieurs éditions à partir de 1942.